# Édouard Timbal-Lagrave
Édouard Timbal-Lagrave (Grisolles, 4 marzo 1819 – Tolosa, 17 marzo 1888) è stato un farmacista e botanico francese.
Si è specializzato nella flora della Francia sud-occidentale, che comprende la catena dei Pirenei e le Corbières.
Ha studiato chimica e farmacia a Tolosa e Montpellier, ottenendo successivamente il grado di farmacista di prima classe. Nel corso della sua carriera ha lavorato come farmacista a Tolosa e ha servito come supplente presso l'Ecole de Médecine et de Pharmacie. Nel 1854 divenne membro della Société botanique de France.
Nel 1871 il genere di piante Timbalia (famiglia delle Rosaceae) è stato chiamato in suo onore da Dominique Clos. Il suo erbario, conteneva degli esemplari di piante raccolti da suo figlio Albert Timbal-Lagrave, dalla quale ora si trova presso il Jardin Botanique Henri Gaussen di Tolosa.

## Opere principali
- Recherches sur les cépages cultivés dans les départements de la Haute-Garonne, du Lot, de Tarn-et-Garonne, de l'Aude, de l'Hérault et des Pyrénées Orientales (con Édouard Filhol), 1863 .
- Précis des herborisations faites par la Société d'histoire naturelle de Toulouse pendant l'année 1870, 1871.
- Une excursion botanique à Cascastel, Durban, et Villeneuve dans les Corbières, 1874.
- Deuxième excursion dans les Corbières orientales, Saint-Victor, le col d'Ostrem, Tuchan, Vingrau, 1875.
- Exploration scientifique du massif d'Arbas (Haute-Garonne); con Édouard Filhol e Ernest-Jules-Marie Jeanbernat, 1875.
- Reliquiæ Pourretianæ, 1875.
- Le massif du Laurenti, Pyrénées française : géographie, géologie, botanique (con Ernest Jules Marie Jeanbernat), 1879.
- Essai monographique sur les Dianthus des Pyrénées françaises, 1881.
- Essai monographique sur les espèces françaises du genre Héracleum, 1889.[6]